# Lei das tangentes

Um triângulo

Em trigonometria, a lei das tangentes estabelece a relação entre as tangentes de dois ângulos de um triângulo e os comprimentos de seus lados opostos. Tal proposição foi descoberta por volta de 1580, pelo matemático François Viète.
Sejam a, b e c os comprimentos dos três lados do triângulo e α, β e γ, os respectivos ângulos opostos a estes três lados.  A lei das tangentes estabelece que
{\displaystyle {\dfrac {a-b}{a+b}}={\dfrac {\tan \left[{\frac {1}{2}}(\alpha -\beta )\right]}{\tan \left[{\frac {1}{2}}(\alpha +\beta )\right]}}.}

## Proposição
Seja um triângulo não isósceles e não retângulo {\displaystyle ABC\,\!,} cujos ângulos internos e medidas dos lados estão indicadas na figura.
A lei das tangentes estabelece que, para qualquer triângulo que não seja isósceles nem retângulo, valem as seguintes relações:
{\displaystyle {\frac {a+b}{a-b}}={\frac {\tan[{\frac {1}{2}}({\widehat {A}}+{\widehat {B}})]}{\tan[{\frac {1}{2}}({\widehat {A}}-{\widehat {B}})]}},}
{\displaystyle {\frac {a+c}{a-c}}={\frac {\tan[{\frac {1}{2}}({\widehat {A}}+{\widehat {C}})]}{\tan[{\frac {1}{2}}({\widehat {A}}-{\widehat {C}})]}},}
{\displaystyle {\frac {b+c}{b-c}}={\frac {\tan[{\frac {1}{2}}({\widehat {B}}+{\widehat {C}})]}{\tan[{\frac {1}{2}}({\widehat {B}}-{\widehat {C}})]}}}

### Demonstração
Para demonstrar a Lei das tangentes, podemos partir da Lei dos senos:
{\displaystyle {\frac {a}{\mathrm {sen} \,{\widehat {A}}}}={\frac {b}{\mathrm {sen} \,{\widehat {B}}}}}
{\displaystyle \Rightarrow {\frac {a}{b}}={\frac {\mathrm {sen} \,{\widehat {A}}}{\mathrm {sen} \,{\widehat {B}}}}}
Usando uma propriedade das proporções, temos que:
{\displaystyle {\frac {a+b}{a-b}}={\frac {\mathrm {sen} \,{\widehat {A}}+\mathrm {sen} \,{\widehat {B}}}{\mathrm {sen} \,{\widehat {A}}-\mathrm {sen} \,{\widehat {B}}}}}
Substituindo nessa equação as fórmulas de transformação de soma em produto, temos:
{\displaystyle {\frac {a+b}{a-b}}={\frac {2\mathrm {sen} \,{\frac {{\widehat {A}}+{\widehat {B}}}{2}}\cdot \cos {\frac {{\widehat {A}}-{\widehat {B}}}{2}}}{2\mathrm {sen} \,{\frac {{\widehat {A}}-{\widehat {B}}}{2}}\cdot \cos {\frac {{\widehat {A}}+{\widehat {B}}}{2}}}}}
{\displaystyle \Rightarrow {\frac {a+b}{a-b}}={\frac {\tan[{\frac {1}{2}}({\widehat {A}}+{\widehat {B}})]}{\tan[{\frac {1}{2}}({\widehat {A}}-{\widehat {B}})]}}}
Analogamente, pode-se provar as outras duas relações.